# Palachia versicolor
Palachia versicolor är en stekelart som beskrevs av Boucek 1998. Palachia versicolor ingår i släktet Palachia och familjen gallglanssteklar. Inga underarter finns listade i Catalogue of Life.